# محاصره انطاکیه (۱۲۶۸)
محاصره انطاکیه در سال ۱۲۶۸ به وقوع پیوست. در این نبرد بیبرس، سلطان مملوک سرانجام موفق گردید شهر انطاکیه را به تصرف خود دربیاورد. با تصرف این شهر حکومت شاهزاده‌نشین انطاکیه منقرض گردید.

## پیش‌درآمد محاصره
درسال ۱۲۶۰میلادی، بیبرس، سلطان مصر و سوریه، شروع به تهدید شاهزاده انطاکیه کرد. در سال ۱۲۶۵ میلادی بیبرس قیصریه، حیفا و ارسف را فتح کرد. یک سال بعد او بایبار جلیل را فتح کرد و ارمنستان را ویران نمود.
همان‌طور که استیون رانسیمن در آخرین کتاب خود دربارهٔ جنگ‌های صلیبی نقل می‌کند، دهه‌ها قبل از محاصره انطاکیه، شاهزاده بوهموند چهارم دربار خود دربار خود را در شهر طرابلس، مرکز ایالت دیگرش، شهرستان طرابلس مستقر کرده بود. در سال ۱۲۶۸ میلادی، شوالیه‌ها و پادگان آنتوکیایی تحت فرمان سیمون کنسل پاسبان انطاکیه بودند که همسرش یک بانوی ارمنی بود که از خویشاوندان سیبیلا ارمنستان، همسر شاهزاده بوهموند ششم بود.

## شرح محاصره
در سال ۱۲۶۸ میلادی، بیبرس شهر انطاکیه را که به‌شدت مورد دفاع ایلخانی‌اش قرار گرفت و اکثر ساکنان آن آن را رها کردند، محاصره کرد و در ۱۸ می پس از یک دفاع نسبتاً ضعیف، آن را تصرف کرد. انطاکیه به دلیل مبارزات خود با ارمنستان و داخلی تضعیف شده بود و ساکنان آن به سرعت با تسلیم موافقت کردند، مشروط بر این که جان شهروندان داخل شهر حفظ گردد.